# Calyptrogyne baudensis
Calyptrogyne baudensis är en enhjärtbladig växtart som beskrevs av Andrew James Henderson. Calyptrogyne baudensis ingår i släktet Calyptrogyne och familjen Arecaceae.
Artens utbredningsområde är Colombia. Inga underarter finns listade i Catalogue of Life.